# محمود الزيودي
محمود عليوي منصور الزيودي (1945-) ممثل وكاتب وباحث أردني ولد في مدينة الزرقاء. عضو نقابة الفنانين الأردنيين. له مئات الأعمال المسرحية والإذاعية والتلفزيونية. اشتهر بتمثيل وكتابة المسلسلات البدوية وغيرها.

## الحياة الشخصية
ولد عام 1945 في قرية غريسا بمحافطة الزرقاء. درس المرحلة الابتدائية في مدرسة القويره في البادية الأردنية الجنوبية، عمل في أولى سنين حياته في قوات البادية من عام 1961 - 1972 ثم عمل في إذاعة المملكة الأردنية الهاشمية كمنتج برامج من عام 1972 - 1978 ثم رئيسا لقسم الفنون الشعبية في وزارة الثقافة الأردنية من عام 1980 - 1994, له مئات الأعمال المسرحية والإذاعية والتلفزيونية وغيرها.

## الإنتاج الإبداعي
قدّم محمود الزيودي مئات الأعمال الفنية ممثلاً وكاتباً ومقدماً.

### أعماله كممثل
- مسلسل عودة أبو تايه
- مسلسل عودة الفارس بطولة إحسان صادق عام 1975
- مسلسل قرية بلا سقوف عام 1981
- مسلسل بير الطي عام 1984
- مسلسل التبر والتراب عام 1989
- مسلسل المحراث والبور عام 1989
- مسلسل الغريب عام 1993
- مسلسل عيال مشهور عام 1996
- مسلسل السحاب والشوك عام 1999

### أعماله المسرحية ككاتب
- 01 مسرحية الضباع - دائرة الثقافة 1972، اتحاد الكتاب العربي/ دمشق 1979
- 02 مسرحية المحجر - دائرة الثقافة 1975
- 03 مسرحية رسالة من جبل النار - دائرة الثقافة 1976 – نشرها اتحاد الكتاب العرب بدمشق بكتاب عام 1980
- 04 مسرحية حادث بحري - دائرة الثقافة - مجلة أفكار 1986
- 05 مسرحية امرأة بين خمسة جدران - دائرة الثقافة - مجلة الفنون 1978
- 06 مسرحية ضيف الغروب - دائرة الثقافة - مجلة أفكار 1979
- 07 مسرحية معايد قريتين - وزارة الثقافة 1981
- 08 مسرحية بيادر وحكايات - مهرجان جرش 1984
- 09 مسرحية المقبرة - الموقف الأدبي - دمشق 1977
- 10 المضبوعون - الايام الأردنية الفلسطينية المشتركة 1991 عمّان
- 11 ستة مسرحيات قصيرة (فصل واحد)
- 12 مسرحية شجرة على الحدود (بالإنكليزية) مختبر كتاب المسرح - نيويورك 1996 الولايات المتحدة
- 13 مسرحية واحد صايع والثاني ضايع - مسرح عمّون / عمّان 1998
- 14 مسرحية الشيخ والقلعة - عمّان 1998

### أفلام قصيرة
- 1 فيلم مسافر في الصحراء / وثائقي مع التلفزيون الكندي
- 2 فيلم شيخ السردية / وثائقي مع التلفزيون الكندي
- 3 فيلم القاتل وعدالة البادية / وثائقي مع التلفزيون الأردني جائزة مهرجان كراتشي 1974
- 4 فيلم نزهة على الرمال / جائزة مهرجان بغداد 1988
- 5 فيلم ليل الأحرار - التلفزيون الأردني 1996
- 6 فيلم القافلة - عمّان 1993
- 7 فيلم الشوك والبرعم - عمّان 1996
- 8 فيلم نار الغضى - أبو ظبي 1994

### الدرامـا التلفـزيونيـة ككاتب
- 01 مسلسل الغدير - الدوحة 1974
- 02 مسلسل شمس الأغوار - عمّان 1980
- 03 مسلسل قرية بلا سقوف - عمّان 1981
- 04 مسلسل هبوب الريح - دبّي 1982
- 05 مسلسل الطواحين - عمّان 1983
- 06 مسلسل الوافي - أثينا 1983
- 07 مسلسل جروح - عمّان 1984
- 08 مسلسل بير الطي - عمّان 1984
- 09 مسلسل محاكم بلا سجون - جـ 1 - دبي 1985
- 10 مسلسل الدفينة - عمّان 1985
- 11 مسلسل زيد وزيدان - عمّان 1985
- 12 مسلسل تل العناب - أثينا 1979
- 13 مسلسل محاكم بلا سجون - جـ 2 - دبي 1989
- 14 مسلسل التبر والتراب - عمّان 1989
- 15 مسلسل أولاد سالم - عمّان 1989
- 16 مسلسل وجه الزمان - عمّان 1988
- 17 مسلسل الداهية - عمان 1979
- 18 مسلسل الطريد - عمّان 1975
- 19 مسلسل الشهاب - عمّان 1976
- 20 مسلسل من تراث البدو - عمّان 1989
- 21 مسلسل سبعة حلقات تلفزيونية لتوعية الأسرة/منظمة اليونسيف - عمّان 1989
- 22 مسلسل المحراث والبور - عمّان 1987
- 23 مسلسل الرمح والصخرة - دمشق 1992
- 24 مسلسل الدومة الهلالية - التلفزيون الأردني / عمّان 1998
- 25 مسلسل الرمضاء والنار - المركز العربي / عمّان 1994
- 26 مسلسل الأصيل - عمّان 1997
- 27 مسلسل خطوة إلى الأمام - التلفزيون الأردني / عمّان 2000
- 28 مسلسل الضمير - التلفزيون الأردني / عمّان 1997
- 29 مسلسل خيمة على الطريق - عمّان 1996
- 30 مسلسل السيف والغمد قصة الثورة العربية الكبرى - عمّان 1994
- 31 مسلسل تل الشومر - عمّان 1998
- 32 مسلسل أيام القهر - مؤسسة الأمل / السعودية 1997
- 33 مسلسل المنظوم / ART / جدة 1998
- 34 مسلسل مهما طال الزمن - مجموعة ماضي الماضي / الرياض 1998
- 35 مسلسل السحاب والشوك - مؤسسة التسويق والإنتاج الإعلامي / عمّان 1998
- 36 مسلسل حكايات حمدي والعم غافل - التلفزيون الأردني / عمّان 1998
- 37 مسلسل الأسرة السعيدة - اللجنة الوطنية للسكان / عمّان 2000
- 38 مسلسل الأنباط - عمّان 2002
- 39 مسلسل نقوش على حد السيف – أشعار الأمير خالد الفيصل – راديو وتلفزيون العرب / جدة 2003
- 40 مسلسل الشيح والمنجل – راديو وتلفزيون العرب / جدة 2003
- 41 مسلسل الحبل والغارب – مؤسسة الأمل للإنتاج الفني / الكويت 2004
- 42 مسلسل عبد الملك بن مروان – مؤسسه نور الشريف / القاهرة 2003

- 43 - مسلسل السنام والغارب المركز العربي عمان 2006 44 - مسلسل الفجر يأتي مبكرا الإذاعة الأردنية 2007 45 - مسلسل عوده أبو تايه المركز العربي عمان 2008

### انتـاج مختـلف
- 1 ألوان من القصة الأردنية / دائرة الثقافة - عمّان 1974
- 2 بحوث فلكلورية في مجلات فنون والفنون الشعبية وأفكار والصحف المحلية
- 3 مقالات وتحقيقات صحفية
- 4 أشعار شعبية / صحف محلية / مجلة الفنون الشعبية / مجلة الفنون
- 5 الفنون الشعبية والدراما - بحث مقدم إلى مهرجان القاهرة التجريبي / القاهرة 1995
- 6 الربابة عند البدو / بحث مقدم إلى مهرجان فنون البوادي في أسيوط /جمهورية مصر العربية أسيوط / 1993

- 7 تجربتي في المسرح / بحث مقدم إلى مهرجان المسرح الأردني الثالث 1992

### الاذاعيات
- 1 مقدمة في آداب البادية / برنامج إذاعي من 15 حلقة إذاعة المملكة الأردنية الهاشمية 1977 / إذاعة دبي 1982
- 2 المحراث والبور / مسلسل إذاعي 30 حلقة / الإذاعة الأردنية / 1981
- 3 مشاهد اجتماعية / دراما اذاعية 21 حلقة / الإذاعة الأردنية / 1976
- 4 أريافنا وبوادينا 200 حلقة / الإذاعة الأردنية 1975 - 1979
- 5 صحافتنا في 25 عاما برنامج وثائقي / الإذاعة الأردنية/ 1977 - 1978
- 6 الحب والعطش / مسلسل إذاعي 30 حلقة / إذاعة الجمهورية العربية السورية / 1979
- 7 لقاء من الخليج - إذاعة أبو ظبي - الإذاعة الأردنية 30 حلقة / 1977
- 8 على طرف اللسان - حكايات شعبية – 20 حلقة – الإذاعة الأردنية – 2006
- 9 الفجر يأتي مبكرا – مسلسل إذعي – 30 حلقة – الإذاعة الأردنية - 2006
- 10 مسلسل الحسين الأول 60 حلقة عمان 2014
- 11 مسلسل عشيات وادي اليابس عمان 2017
- 12 مسلسل وصفي التل عمان 2017
- 13 مسلسل المنابر الأولى عمان 2013
- 14 برنامج حكايا أردنية من 2005 وحتى الآن دون انقطاع

### البرامج التلفزيونيـة
- 1 برنامج خاص عن محمود سيف الدين الإيراني - التلفزيون الأردني 1974
- 2 برنامج المضافة / إسبوعي / 1990 - 1994 التلفزيون الأردنـي
- 3 برنامج عيون التراث / التلفزيون الأردني 2003
- 4 الزيتون في الأردن – برنامج خاص لدول حوض المتوسط
- 5 معلمة التراث - 20 حلقة – التلفزيون الأردني 2004

## الجوائز
- ميدالية الحسين للإبداع في مجال السيناريو والحوار، عمّان، 1995.[3]
- جائزة رابطة الكتاب الأردنيين، مسرحية «رسالة من جبل النار»، عمّان، 1975
- جائزة مهرجان كراتشي، فيلم "القاتل وعدالة البادية"، كراتشي" 1974
- جائزة مهرجان بغداد، فيلم «نزهة على الرمال»، بغداد، 1988
- جائزة مهرجان الدار البيضاء، فيلم «وجه الزمان»، الدار البيضاء، 1996
- جائزة مهرجان القاهرة، مسلسل «الدومة الهلالية»، 1996
- جائزة مهرجان القاهرة، مسلسل «السحاب والشوك»، 2000
- جائزة مهرجان القاهرة الذهبية للإذاعة والتلفزيون 2007، عن مسلسل «الفجر يأتي مبكرا»، وموضوعه سيرة الملك حسين بن طلال
- جائزة أفضل سيناريو عن مسلسل «عودة أبو تايه»، مهرجان القاهرة للإعلام، 2008

## الخبرة والمشاركة
- 01 دورة تدريب في وكالة الأنباء الأردنية على أعمال التحرير الصحفي وجمع الأخبار
- 02 دورتان في الأدب الشعبي واللغة السلوفاكية في أكاديمية العلوم السلوفاكية
- 03 رئيس لجنة الفنون الشعبية في مهرجان جرش الثاني والثالث والرابع والسادس
- 04 عضو رابطة الكتاب الأردنيين منذ عام 1974 إلى الآن
- 05 عضو رابطة المسرحيين ونقابة الفنانين الأردنيين منذ إنشائها 1975 وحتى الآن
- 06 رئيس رابطة الفنانين الأردنيين 1988/1989 وحتى 1989/1990
- 07 عضو «ممثل الأردن» في المنظمة الدولية للفن الشعبي بالنمسا منذ عام 1980 وحتى الآن
- 08 عضو مشارك في مهرجان فنون البوادي بمصر عام 1986
- 09 إعداد وتقديم المهرجان الأول للسامر والدبكة الأردنية / وزارة الثقافة 1981
- 10 عضو مشارك في اليوم العربي للمسرح وملتقى صقر الرشود للمسرح في الكويت أعوام 1979 - 1980
- 11 عضو مشارك في مهرجان دمشق المسرحي عام 1988
- 12 عضو مؤسس لمركز الأردن / الهيئة العالمية للمسرح / اليونسكو
- 13 عضو الندوة الفكرية لمهرجان دمشق المسرحي 1988
- 14 معد ومقدم مهرجانات الاحتفالات الوطنية لوزارة الثقافة كل عام من 1981 – 1994
- 15 عضو لجنة تحكيم مهرجان مسرح الشباب / الثاني / عمّان 1990
- 16 عضو اللجنة التنفيذية العليا للجنة مهرجان المسرح الأردني الثاني 1992
- 17 رئيس الوفد الأردني إلى مهرجان الحضر للفنون الشعبية العراق 1994
- 18 باحث مشارك في الندوة الموسيقية الخاصة بآلة الربابة مصر / أسيوط 1990
- 19 عضو اتحاد الفنانين العرب / القاهرة
- 20 عضو اتحاد المسرحيين العرب / بغداد
- 21 عضو لجنة التحكيم / مهرجان القاهرة للسينما والإذاعة والتلفزيون / القاهرة 1996